# Électricité domestique
 (septembre 2016).
Si vous disposez d'ouvrages ou d'articles de référence ou si vous connaissez des sites web de qualité traitant du thème abordé ici, merci de compléter l'article en donnant les références utiles à sa vérifiabilité et en les liant à la section « Notes et références ».
L’électricité domestique est l'électricité du réseau électrique distribuée et utilisée dans les logements de particuliers ainsi que dans les lieux où les besoins sont similaires : bureaux, boutiques…

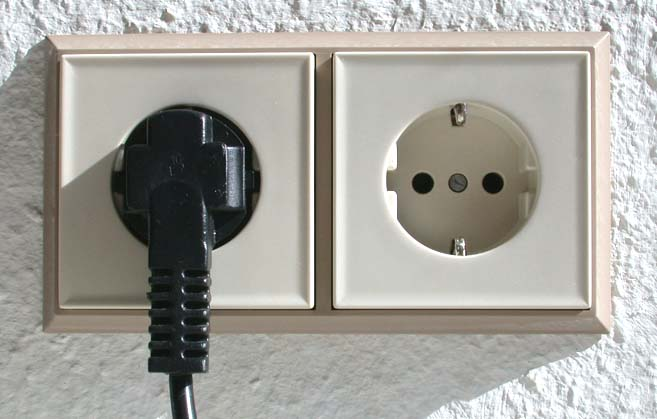
Prise électrique monophasé.

## Réseau domestique
Le réseau domestique est relié par un câble, généralement sous la terre, au réseau électrique.

### Mise à la terre
La mise à la terre permet de drainer un courant en cas de défaut d'isolement interne d'un équipement électrique avant que ce défaut ne devienne dangereux pour les utilisateurs.
Il convient de n'avoir qu'une seule prise de terre sur un même site, toutes les liaisons de terre doivent être interconnectées pour rester au même potentiel. On relie également à la terre toutes les parties conductrices de la maison (canalisations, charpentes ou huisseries métalliques, etc.).
Ces liaisons sont elles-mêmes reliées au sol par une boucle de terre en cuivre enterrée sous les fondations auxquelles on peut adjoindre des piquets galvanisés enfoncés dans le sol. La barrette de terre permet de séparer provisoirement le puits de terre du reste de l'installation, afin de mesurer sa résistance.
Le telluromètre ou contrôleur de terre est l'appareil qui permet de mesurer cette résistance.

### Câblage
Un code de couleurs standard est normalisé par l’IEC 60446. Il est utilisé par exemple en Europe et en Australie : 
- les conducteurs de phase sont de n'importe quelle couleur sauf bleu et vert-jaune, mais on utilise généralement les couleurs rouge, marron et noir ;
- les conducteurs du neutre sont toujours bleus ;
- la terre est verte et jaune voire dans certains cas nus (ce dernier cas étant valable pour les liaisons équipotentielles ou les boucles à fond de fouille);
- la navette d'un circuit va-et-vient peut être de toutes les autres couleurs, de même pour les retours de lampes ou interrupteurs (couleurs de phase voire autres mais pas bleu ni vert et jaune).

### Tableau électrique
Chaque habitation est reliée au réseau par l'intermédiaire d'un tableau qui contient au moins un compteur destiné à la facturation et un disjoncteur qui sert d'interrupteur général et qui permet de protéger l'installation. De ce tableau sortent deux conducteurs qui alimentent l'installation domestique : la phase et le neutre. On peut aussi trouver un troisième conducteur pour la mise à la terre et parfois deux conducteurs de phase supplémentaires, dans les installations triphasées.
On trouve ensuite un tableau de fusibles ou de disjoncteurs qui permet de distribuer le courant dans les différents circuits de la maison. On prévoit généralement des circuits spécialisés pour les appareils qui ont besoin de beaucoup de puissance (four, cuisinière électrique, lave-linge, lave-vaisselle, chauffe-eau…) et souvent un circuit par pièce pour l'éclairage et les prises électriques.

### Interrupteurs
On utilise des interrupteurs pour ouvrir ou fermer les circuits électriques. Il est possible d'utiliser des montages spéciaux comme un va-et-vient ou un télérupteur quand on souhaite créer plusieurs points de commande, par exemple à chaque bout d'un couloir.
Les interrupteurs unipolaires doivent toujours être placés sur le conducteur de phase.

### Prises électriques
Les prises électriques permettent de relier les appareils domestiques ou industriels au réseau électrique.

## Tensions et fréquences

### Tension
Tous les pays européens et ainsi que la plupart des pays africains et asiatiques utilisent une tension efficace nominale comprise entre 220 et 240 V.
Le Japon et tous les pays d'Amérique du Nord, la plupart des pays d'Amérique centrale et quelques pays d'Amérique du Sud emploient une tension entre 100 et 127 V.
Au cours des années 1980, l'harmonisation décidée par l’Europe a été mise en œuvre par le Comité européen de normalisation en électronique et en électrotechnique (CENELEC) et a abouti au choix d'une tension de 230 V avec une fréquence de 50 Hz.
En France, l'arrêté du 29 mai 1986 spécifie la tension du réseau de distribution basse tension à 230 V. Celui-ci passe alors progressivement de 220 à 230 V au cours des années suivantes. Cette harmonisation permet aujourd'hui d'utiliser sans problème un appareil électrique acheté dans n'importe quel pays d’Europe. Le document Enedis et celui de la Commission de régulation de l'énergie précisent que la tolérance sur la tension est +⁄-10 %, soit un mini de 207 V et un maxi de 253 V,. 
Historiquement la tension 110 V a été employée jusque dans les années 1950, certaines installations n'ayant été remplacées que dans les années 1970.
Les normes ANSI-C84.1 aux États-Unis et CAN3-C235 au Canada spécifient que la tension nominale devrait être 120 V et permettre une gamme de 114 à 126 V. Historiquement des tensions 110, 115 et 117 V ont été employées dans divers endroits de l'Amérique du Nord.
Au Japon, la fourniture de courant électrique aux ménages est à 100 V.

### Fréquence
La fréquence des courants est de 50 Hz en Europe, Asie, Afrique contre 60 Hz en Amérique du Nord (Canada, États-Unis, Mexique) et une partie du Japon. Le nord-est du Japon utilise le 50 Hz alors que le sud-ouest utilise le 60 Hz. Sur le marché japonais les appareils peuvent souvent être commutés entre ces deux fréquences.

## Par pays

### En Belgique
Avant toutes mises en service, les installations électriques doivent faire l'objet, sur base du RGIE, d'un contrôle par un organisme de contrôle agréé et accrédité.
Les contrôles comprennent :
- un examen administratif : vérification de la présence des schémas électriques et de la présence de l’ancien rapport s’il existe ;
- un examen visuel : de toute l’installation en  aval du disjoncteur général du compteur du distributeur et sur base de la check-list l’agent visiteur vérifie que l’installation est conforme à la réglementation en application ;
- des essais : les essais comprennent toutes activités conçues pour vérifier le fonctionnement ou l’état électrique, mécanique ou thermique d’une installation électrique.

Les essais comprennent également les activités destinées par exemple à tester l’efficacité des protections électriques et des circuits de sécurité.
- des mesures : les mesures comprennent toutes les activités destinées à la mesure de grandeurs physiques dans une installation électrique et principalement les mesures d’isolements, la mesure de la prise de terre et les continuités du PE et des liaisons d’équipotentialités.

### En France
L'alimentation électrique est réalisée en monophasé 230 V (entre phase et neutre) ou parfois en triphasé 400 V (entre phases).
- Un disjoncteur différentiel appartenant au fournisseur d'électricité permet d'isoler l'installation (sectionnement manuel) et de la protéger en s'ouvrant automatiquement s'il détecte un défaut magnétique (forte surintensité), un défaut thermique (faible surintensité persistante) ou un défaut différentiel (fuite de courant se traduisant par une différence d'intensité de courant entre le fil de phase et le fil de neutre). Le différentiel est calibré à 500 mA pour les disjoncteurs récents et 650 mA pour les appareillages plus anciens (disjoncteur de couleur noire).
- La valeur de 500 ou 650 mA du disjoncteur différentiel ne permet pas la protection des personnes en cas de contact direct d'un fils de phase. Un interrupteur différentiel réglé à un maximum de 30 mA de courant de fuite doit être installé au départ des circuits électriques. Il est imposé, sur les seuls circuits de prises de courant en 1992, puis ultérieurement pour tous les autres circuits de l'installation. La mise en place d'un tel équipement est vivement conseillée sur les installations antérieures aux nouvelles dispositions des chapitres 701 et 771 de la norme NF C 15-100 dernière édition de décembre 2002.
- Les installations électriques à usage domestique doivent être conformes aux chapitres 701 et 771 de la norme NF C 15-100.
- Pour une pré-protection efficace des personnes, la valeur maximale de résistance de la prise de terre est fixée à 100 ohms lorsqu'un différentiel de 500 mA est en place en tête de l'installation (valeur de la tension de contact divisée par la valeur du différentiel) : par exemple pour des locaux secs,

U = R*I = 50 V, différentiel I = 0,5 A ⇒ R = U/I = 50/0,5 = 100 Ω.
- Le schéma de liaison à la terre ou « régime de neutre » est un schéma TT[a]